# Hera
Trong thần thoại Hy Lạp, nữ thần Hera (tiếng Hy Lạp:  Ἥρα), hay còn gọi là Here, là một trong mười hai vị thần trên đỉnh Olympus. Hera là chị và cũng là vợ của thần tối cao Zeus.
Nữ thần Hera có biểu tượng là con công, con bò trắng và đôi khi là con chim cu. Loại quả tượng trưng là quả táo và quả lựu.

## Từ nguyên
Có nhiều giả thuyết khác nhau về nguồn gốc cái tên Hera. Theo một giả thuyết, Hera có lẽ liên quan đến danh từ ὥρα hōra trong tiếng Hy Lạp, có nghĩa là "mùa/năm/thời điểm", hoặc có nghĩa là "thời gian chín muồi để kết hôn", hoặc theo Platon giải nghĩa là ἐρατή eratē, "người thương" bởi lẽ tương truyền rằng Zeus cưới bà vì tình yêu. Theo Plutarch, Hera là một danh xưng phúng dụ và đảo ngữ của aēr (ἀήρ, "air"). Ở phần mở đầu của mục Hera trong cuốn sách Greek Religion của tác giả Walter Burkert, ông có ghi chú về lập luận của nhiều học giả khác như sau: "bởi ý nghĩa Bà chủ là dạng giống cái của Heros, Chủ nhân." Nhà nghiên cứu và chuyên gia giải mã hệ chữ Linear B John Chadwick nhận xét: "tên gọi của bà có lẽ liên quan đến từ hērōs, ἥρως, nghĩa là 'anh hùng', nhưng điều đó vô ích vì nó quá mù mờ về mặt từ nguyên." A. J. van Windekens, giải thích tên gọi này là "con bê, bò cái tơ", vì tính ngữ phổ biến nhất của nữ thần là βοῶπις (boōpis, nghĩa là "mắt bò"). Nhà ngôn học Hà Lan R. S. P. Beekes suy đoán danh xưng này có nguồn gốc Tiền-Hy Lạp. Tên của nữ thần được chứng thực trong các bản kim thạch Linear B ký âm tiếng Hy Lạp Mycenaea được tìm thấy tại Pylos và Thebes là 𐀁𐀨 e-ra, cũng như trong phương ngữ Cypriot ở dạng tặng cách là e-ra-i.

## Truyền thuyết về nữ thần Hera
Hera là nữ thần của hôn nhân, thần bảo trợ cho cuộc sống gia đình, cho sự thánh thiện và bền vững của nó. Hera là vợ của thần Zeus và, cũng như chồng, có toàn quyền thống trị của một vị nữ hoàng trên đỉnh Olympus. Tương đương của thần này trong thần thoại La Mã là Juno.

### Thời thơ ấu
Khi Hera được nhả ra từ miệng của Cronus, Rhea đã đem nàng đến chỗ của thần Oceanos ở nơi tận cùng Trái Đất giao cho nữ thần Tethys (Thetis) nuôi dưỡng. Hera sống yên bình một thời gian dài xa đỉnh Olympus, cho đến khi Zeus tình cờ nhìn thấy nàng trong một chuyến du hành. Vị thần sấm sét vĩ đại vừa nhìn thấy nàng đã đem lòng yêu quý và quyết định bắt cóc nàng về làm vợ (tương truyền rằng Zeus đã nhiều lần ngỏ lời nhưng Hera đều cự tuyệt. Zeus quyết định biến thành một con chim sẻ gãy cánh sau cơn mưa. Hera vì thương hại con chim nên đã ôm nó mà không hề hay biết. Nhân cơ hội này thần bèn hiện hình và cưỡng bức Hera buộc phải lấy mình). Các vị thần đã làm cho họ một đám cưới thật linh đình. Nữ thần cầu vồng Iris cùng các nữ thần Duyên dáng mặc cho Hera bộ váy áo đẹp nhất, làm cho nàng đẹp lộng lẫy và rạng rỡ hẳn lên giữa các thần trên núi Olympus, nữ thần Đất Gaia ban cho nàng vườn táo vàng quý giá làm món quà cưới.

### Nữ thần Hera và những người con
Nữ thần Hera có bốn người con, 3 người con đầu với Zeus và người con sau do bà tự sinh ra.
- Ares: Thần chiến tranh phi nghĩa.
- Hebe: Nữ thần tuổi trẻ.
- Eileithyia: Nữ thần hộ sinh.
- Hephaistos: Thần thợ rèn.

### Nữ thần Hera và người khổng lồ Argos

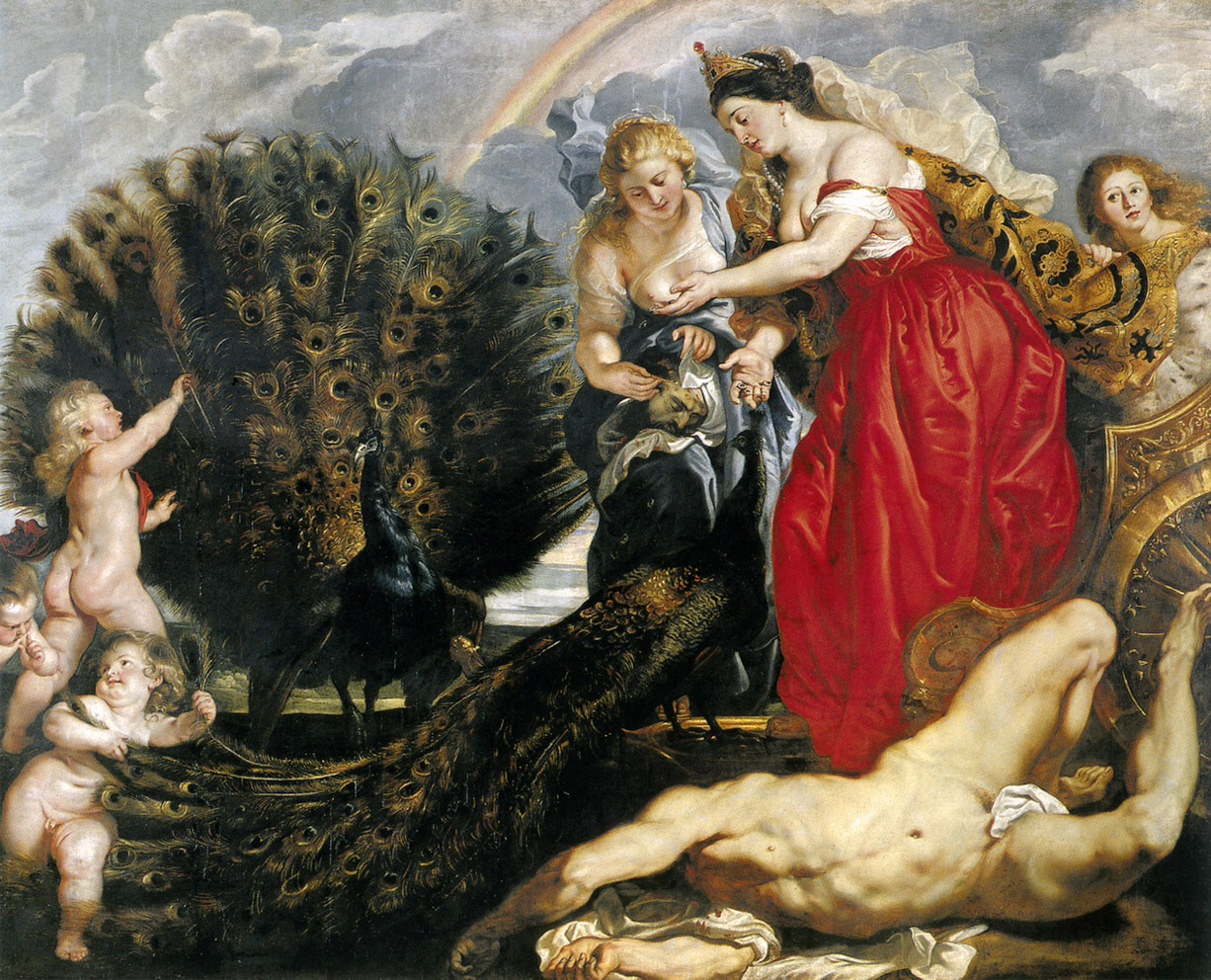
Nữ thần Hera lấy những đôi mắt của người khổng lồ Argos đính lên con công của mình để tưởng nhớ công ơn

Thần Zeus đem lòng yêu nữ thần sông Nin Ios, khi bị Hera phát hiện, Zeus đã biến Ios thành 1 con bò trắng. Biết con bò đó là Ios nên Hera xin con bò về và sai người khổng lồ Argos với các con mắt dày đặc trên người canh giữ Ios ngày đêm. Sau này để giải cứu Ios, Zeus đã sai Hermes giết Argos. Để nhớ ơn, Hera đã lấy mắt trên người Argos trang điểm cho con công - cũng là biểu tượng của bà.

### Nữ thần Hera và người anh hùng Hercules
Hera không ưa Hercules vì chàng là con trai của chồng mình với một người phụ nữ trần gian. Khi Hercules còn nhỏ, Hera đã cho rắn bò đến nôi tấn công. Sau này Hera còn khuấy đảo rừng Amazon để hãm hại chàng khi chàng đang đi săn. Nữ thần cũng đã sai con rắn chín đầu Hydra, là con của quái vật Typhon, đến nhằm giết Hercules.

### Nữ thần Hera và người anh hùng Jason
Trong khi đó Hera lại hỗ trợ người anh hùng Jason, vốn không thể nào đoạt được con cừu vàng nếu không có sự hỗ trợ của nữ thần.
Để thử lòng Jason, nữ thần đã biến thành một bà cụ. Thấy bà cụ muốn băng qua sông, Jason tốt bụng đã tình nguyện cõng cụ đi qua sông. Nữ thần hài lòng với sự tốt bụng của chàng trai. Khi về Olympus, Hera đã nhờ nữ thần Athena và Aphrodite hỗ trợ cho Jason.

## Sự thờ cúng nữ thần Hera

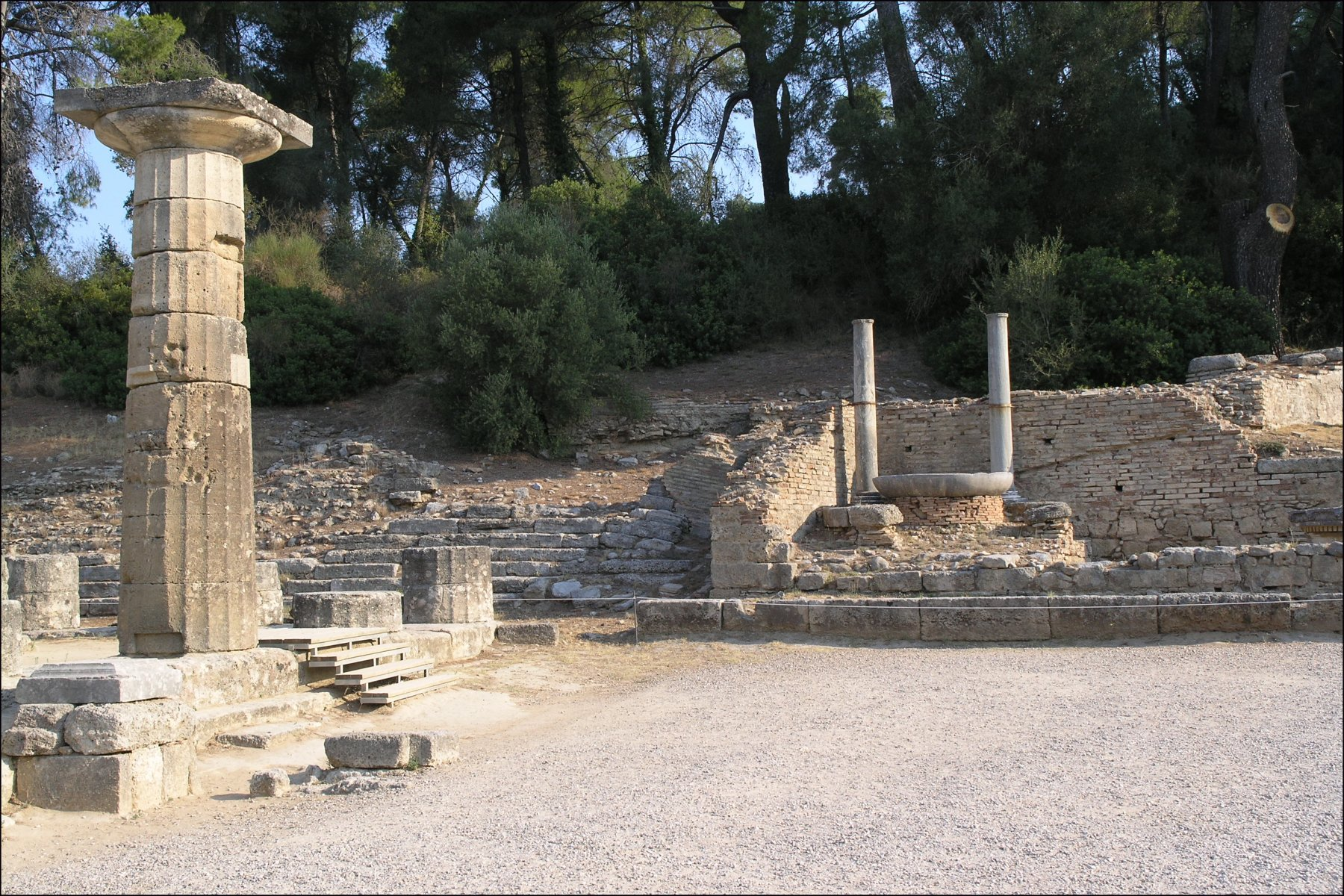
Đền thờ nữ thần Hera tại thành phố Olympia, Hy Lạp

Trong thần thoại Hy Lạp, Hera là vị nữ thần cai trị cung điện Olympus vì nàng chính là vợ của Zeus. Nhưng việc thờ cúng Hera lại xuất hiện trước việc thờ cúng Zeus khá lâu. Hera được thờ cúng khắp Hy Lạp, ở những đền thờ cổ xưa và quan trọng nhất được hiến dâng cho nàng. Việc nữ thần Hera chinh phục được thần Zeus và miêu tả nữ thần như là người đàn bà đanh đá ghen tuông chính là những phản ánh thần thoại về một trong những thay đổi sâu sắc nhất trong tư duy loài người.
Một lễ hội của sự hòa hợp ngày xưa được tổ chức ở Plataea để tôn vinh nữ thần Hera cứ mỗi bảy năm một lần. Trong ngày lễ đó, một cỗ xe ngựa chở một bức tượng phụ nữ bằng gỗ có tên là Daidala sẽ đi từ Cithaeron đến Plataea, nơi bức tượng sau đó được đốt đi.
Để hiểu rõ hơn, ta lùi lại cái thời mà những thế lực sáng tạo mà ta gọi là "thần" được quan niệm là người phụ nữ. Vị nữ thần mang nhiều hình dạng khác nhau, trong đó có loài chim.
Căn cứ trên những tranh vẽ hang động và các di vật khảo cổ thì hàng chục ngàn năm trước đây loài người rất quan tâm đến cơ thể người phụ nữ, hoặc là lúc đang mang thai hoặc là lúc sinh nở. Việc sinh con chính là khả năng kỳ diệu nhất của loài người khiến cho thế gian được mang lại sự sống mới tươi trẻ. Ở trình độ tiến hóa cho phép tổ tiên chúng ta nghĩ đến việc thờ cúng khả năng sinh nở này, có thể kết luận rằng họ cho rằng việc này gắn với hình ảnh người phụ nữ.
Hàng ngàn năm sau (tức khoảng từ 5 đến 9 ngàn năm trước đây), các hậu duệ châu Âu của những người kể trên sống trong những ngôi làng lớn, có kiến trúc đặc trưng và những đền thờ tôn giáo. Các di vật khảo cổ cho thấy họ thờ cúng một thế lực (hoặc một nhóm thế lực) mang nhiều hình dáng khác nhau-một con chim, một con rắn, cũng có thể là chính quả địa cầu. Và thế lực vĩ đại này chính là phụ nữ. Bởi vì chỉ có người phụ nữ mới có khả năng sinh sản-đem lại cuộc sống mới.
Người ta nói rằng khi con người khám phá ra vai trò của đàn ông trong việc sinh sản thì họ mới bắt đầu thờ cúng các nam thần. Dù vậy cũng không có gì nghi ngờ rằng các vị nam thần đã được thờ cúng từ trước đó. Và cũng rõ ràng rằng sau khi hiểu rõ hơn về việc sinh sản thì những người châu Âu hiền hòa - quan niệm của Crete trong "Minoans" - tiếp tục thờ cúng Người Mẹ Vĩ Đại.
Và có rất nhiều người châu Âu hiền hòa. Những ngôi làng lớn nhất trong kỷ nguyên ấy không cần lập hàng rào phòng chắn. Nền văn minh "Châu Âu cổ" không hề lo ngại những vụ ẩu đả với xóm giềng. Nhưng sau đó sự việc đã thay đổi và một khoảng thời gian dài bạo lực bùng phát. Quân xâm lược tràn vào châu Âu từ những vùng đất rộng lớn ở châu Á. Họ đem theo dòng ngôn ngữ Indo-Châu Âu mà ngày nay bao gồm tiếng Pháp, Ý, Tây Ban Nha và tiếng Anh. Họ cũng đem theo một vị thần linh, vị nam thần tối cao mà thần thoại Hy Lạp gọi là Zeus.
Người ta biết rất ít về những người Indo-châu Âu này, nhưng những ngôi làng bình yên của châu Âu cổ không phải là điều họ mong muốn. Ở một vài nơi nền văn minh mới của họ dần chiếm thế tối thượng. Ở vài nơi khác nó thành thứ văn hóa kết hợp. Những người sống ở miền núi đã phản kháng lại, dù nhiều người đã bị đánh bật khỏi thành lũy của mình, họ tiếp tục di chuyển và đánh bật những người khác theo hiệu ứng domino. Cuộc xâm lăng Dorian của Hy Lạp cổ có thể được xem là kết quả của phản ứng dây chuyền này.
Trật tự cũ có vẻ như tồn tại lâu nhất tại Crete nơi được bảo vệ bởi biển Aegean khỏi những cuộc xâm lăng trên bộ, nền văn minh Minoan đã tồn tại suốt gần ba ngàn năm. Nhưng đột ngột sau đó, từ triển vọng của sự tồn tại loài người, giới tính của những quyền năng tối cao chuyển từ nữ sang nam. Và rất nhiều câu chuyện hình thành nên cơ sở cho thần thoại Hy Lạp đã chỉ được kể sau sự thay đổi này.
Các cuộc tình vụng trộm của Zeus có thể bắt nguồn từ những buổi lễ trong đó vị thần mới "kết hôn" với các hiện thân khác nhau của Nữ Thần Vĩ Đại. Việc có nhiều điểm nghi vấn về vị thần này và những người thờ cúng có thể thấy qua sự ra đời kỳ lạ của nữ thần Athena từ đầu của thần Zeus- dường như muốn nói rằng vị thần linh này có thể làm bất cứ điều gì mà Nữ thần vĩ đại có thể làm được.
Nữ thần Hera tiếp tục được thờ cúng ở nhiều hình thức, tùy vào các thời điểm lịch sử. Việc thờ cúng vị nữ thần này đôi khi bị bãi bỏ phần lớn là vì những tập tục tôn giáo bị suy thoái dưới những ảnh hưởng mới. Nhưng chúng ta có thể thấy những bằng chứng trong thần thoại về trật tự cũ của vị thần này, trong đó Athena bản thân cũng là một nữ thần.
Dưới ảnh hưởng của người Indo-Châu Âu, Athena trở thành thần Chiến tranh. Thần hay giả dạng thành loài cú - một loài chim biểu tượng cho thần linh.